# José Lladró Dolz
José Lladró Dolz   (Almàssera, 3 de gener de 1928 - València, 17 de juny de 2019) va ser un empresari i artista valencià conegut per les seues peces artístiques de ceràmica. Amb els seus germans Juan i Vicente van crear Lladró, una de les empreses ceràmiques més importants d'Espanya. El seu nom figura a la llista Forbes.

## Biografia
Era fill dels agricultors Juan Lladró Cortina i Rosa Dolz Pastor. Després d'estudiar el 1940 a l'Escola d'Arts i Oficis de Sant Carles, a València, on Juan i José van estudiar dibuix, pintura i composició decorativa, mentre que Vicente es va dedicar a l'escultura, va treballar com a aprenent a l'empresa Azulejera Valenciana Víctor de Nalda, d'Almàssera. En aquesta fàbrica, Lladró i els seus germans van aprendre i van desenvolupar els seus dots com a escultors.
El 1951 va fundar amb els seus germans Juan i Vicente un taller de ceràmica a Almàssera que seria l'origen de Ceràmiques Lladró. Alguns dels seus treballs d'aquella època poden veure's al Lladro Museum & Collector's Society de Nova York.

### Inici de l'empresa familiar
Els germans Lladró van començar a crear les seues pròpies escultures en un petit forn construït al pati de la casa paterna. Després dels seus primers experiments com plats decorats, pintures sobre taulells i algun gerro, aviat van rebre els primers encàrrecs per a grans empreses com senzilles flors de ceràmica. Aquesta activitat no va trigar a fer-se incompatible amb el treball a la fàbrica, que finalment van haver d'abandonar.
En la dècada dels 50, van aconseguir reunir els diners necessaris per crear el seu propi negoci. Així va ser com els germans Lladró van forjar, el 1953, la que es convertiria en una empresa de renom i de vocació universal. Amb el temps, aquell petit negoci d'escultures clàssiques va esdevenir en un entramat d'empreses d'activitat diversificada, amb negocis immobiliaris i agraris, i fins a complements de pell. Tanmateix, l'empresa que fabrica les porcellanes, en un procés enterament artesanal, continuaria sent el vaixell almirall de Lladró a la Ciutat de la Porcellana, un complex aixecat als afores de València. Els tres germans van començar a viatjar i a visitar fires nacionals i internacionals del sector per vendre les seues figures. L'estil de Lladró, sempre naturalista, ha evolucionat des del clàssic fins al qual incorpora cert neoromanticisme sentimental.
El 1959, l'empresa es va traslladar a una nau de la població veïna de Tavernes Blanques, perquè la demanda havia superat les expectatives. Allí es casarà amb Carmen Castelló i hi naixeran les seues tres filles, Rosa Mª, Mª Carmen i Mª José.

### La marca Lladró surt al mercat internacional
En els anys seixanta l'empresa va iniciar la seua expansió pel territori nacional i va posar la primera baula d'una cadena de botigues a l'estranger amb una implantació als Estats Units. El 1962 s'inaugura l'Escola de Formació Professional, situada a la mateixa fàbrica de Tavernes Blanques on es comencen a impartir matèries directament relacionades amb el procés de creació de la porcellana (dibuix, pintura, escultura, història de l'art, etc). El 1965 les escultures de Lladró comencen a introduir-se en mercats exteriors, principalment l'estatunidenc.
El 2 de novembre de 1967, es va culminar la construcció de la Ciutat de la Porcellana que va ser planificada amb la idea de crear les millors condicions per desenvolupar una labor artística combinada amb l'esport i l'oci. El 1970 es va incorporar la línia Gres, amb la imatge d'una noia llegint. La peculiar lluminositat d'aquest material va fascinar la clientela i els crítics, i l'any següent va sorgir la línia dels gerros, un excel·lent mitjà d'expressió per als pintors de l'empresa. El 1973 els Lladró ja disposaven de prou capital per adquirir el 50% de la Weil Ceramics & Glass, amb la qual van afermar llur presència al mercat estatunidenc.
El 1984, el relleu generacional al capdavant de la companyia s'incorpora al Consell d'Administració de l'empresa. Rosa, filla de Juan Lladró, Mari Carmen Lladó Castelló, filla de José Lladró i Juan Vicente Lladró Roig fill de Vicente Lladró. El 1985 va néixer la Societat de Col·leccionistes, que reuneix més de cent mil clients fixos amants de les porcellanes Lladró i que gaudeixen de certs avantatges a l'hora d'adquirir productes de tiratge limitat.

## Divisió de l'empresa familiar
El 2004 les tres famílies fundadores acorden encomanar Alain Viot (executiu professional i independent) la gestió del grup provinent de l'equip executiu del Grup Richemont propietari de marques com Cartier, Alfred Dunhill o Chloé). El consell d'administració, integrat fins a aquest moment per sis membres de la segona generació Lladró, incorpora com a consellers externs independents José Luis Ferrero (Nutrexpa) i Rafael Forges (IESE).
El 2005 l'empresa catalana Supergrif arriba a un acord amb Lladró i s'engega una nova línia de producte, Lladró Bany, centrat en aixeteria de disseny bàsicament. Aquest mateix any se li concedeix a José Lladró Dolz la Gran Creu de l'Orde del Mèrit Civil.
El 2007, la família Lladró va decidir trencar la societat. Les tres branques de la família, que es repartien l'empresa al 33%, van aconseguir un acord societari pel qual Juan Lladró i les seues quatre filles controlarien la divisió històrica de la companyia, Lladró Comercial, societat que agrupa tant el negoci de la porcellana, amb les seues marques, Lladró i Nao, com el de joieria, amb Carrera i Carrera.